# Callobius paynei
Callobius paynei är en spindelart som beskrevs av Robin Ernest Leech 1972. Callobius paynei ingår i släktet Callobius och familjen mörkerspindlar. Inga underarter finns listade.